# حزب شهردارها و مستقل‌ها (جمهوری چک)
حزب شهردارها و مستقل‌ها (به چکی: Starostové a nezávislí) که معمولاً با عنوان اختصاری STAN (استن) نام برده می‌شود، یک حزب سیاسی با تمایل ایدئولوژیک به لیبرالیسم است که بر تبعه‌گرایی (تقدم قوانین اقلیمی و بخشی به قوانین ملی یا اروپایی) تأکید دارد. استن در ترویج اصل تبعه‌گرایی به کوچک کردن دولت، کاهش بوروکراسی، تمرکززدایی سیاسی، آموزش و پرورش و ادغام اروپایی متوسل می‌شود. 
این حزب دارای ۳۳ کرسی در مجلس نمایندگان است و پس از انتخابات ۲۰۲۱ سومین حزب قدرتمند از نظر تعداد کرسی ها است. استن همچنین در مجلس سنای چک، دارای ۱۹ نماینده است.